# 샌드위치 정리
샌드위치 정리(-定理, 영어: sandwich theorem, pinching theorem, squeeze theorem)는 함수의 극한에 관한 정리이다. 미적분학과 해석학에서 널리 쓰인다. 이 정리에 따르면, 두 함수가 어떤 점에서 같은 극한을 갖고, 어떤 함수가 두 함수 사이에서 값을 가지면, 그 함수도 똑같은 값의 극한을 가진다. 압착 정리(壓搾定理), 스퀴즈 정리, 조임 정리로도 불린다.

## 역사
샌드위치 정리를 최초로 사용한 수학자는 아르키메데스와 에우독소스로, 이들은 원주율을 기하학적으로 구하는 데에 이 방법을 사용했다.
샌드위치 정리의 현대적 증명은 카를 프리드리히 가우스에 의해 이루어졌다.

## 내용

### 수열
수열 {\displaystyle \{a_{n}\}}, {\displaystyle \{b_{n}\}}, {\displaystyle \{c_{n}\}}에 대하여, 충분히 큰 모든 자연수 {\displaystyle n}에 대해 {\displaystyle a_{n}\leq c_{n}\leq b_{n}}이고 {\displaystyle \lim _{n\to \infty }a_{n}=\lim _{n\to \infty }b_{n}=L}이면, {\displaystyle \lim _{n\to \infty }c_{n}=L}이다.

### 함수
함수 {\displaystyle f,g,h}에 대하여, {\displaystyle a}에 충분히 가까운 모든 {\displaystyle x}에 대해 {\displaystyle f(x)\leq h(x)\leq g(x)}이고 {\displaystyle \lim _{x\to a}f(x)=\lim _{x\to a}g(x)=L}이면, {\displaystyle \lim _{x\to a}h(x)=L}이다.

## 증명
아래는 함수에 관한 명제의 증명이다. 수열에 관한 명제도 이와 비슷하게 증명 가능하다.
모든 양의 실수 {\displaystyle \epsilon }에 대하여
{\displaystyle 0<|x-a|<\delta _{1}\Rightarrow |f(x)-L|<\epsilon \Rightarrow L-\epsilon <f(x)}
{\displaystyle 0<|x-a|<\delta _{2}\Rightarrow |g(x)-L|<\epsilon \Rightarrow g(x)<L+\epsilon }
를 만족하는 양의 실수 {\displaystyle \delta _{1},~\delta _{2}}가 존재한다.
또한 전제조건에 의해
{\displaystyle 0<|x-a|<\delta _{0}\Rightarrow f(x)\leq h(x)\leq g(x)}
를 만족하는 양의 실수 {\displaystyle \delta _{0}}이 존재한다.
{\displaystyle \delta }를 {\displaystyle \min(\delta _{0},\delta _{1},\delta _{2})}로 잡으면,
{\displaystyle {\begin{array}{rcl}0<|x-a|<\delta &\Rightarrow &0<|x-a|<\delta _{i},\ i=0,1,2\\&\Rightarrow &L-\epsilon <f(x)\leq h(x)\leq g(x)<L+\epsilon \\&\Rightarrow &|h(x)-L|<\epsilon \end{array}}}
이다.
정리하면 모든 양의 실수 {\displaystyle \epsilon }에 대하여 {\displaystyle 0<\left|x-a\right|<\delta \Rightarrow \left|h(x)-L\right|<\epsilon }를 만족하는 양의 실수 {\displaystyle \delta }가 존재한다. 그러므로 극한의 정의에 의하여 {\displaystyle \lim _{x\to a}h(x)=L}이다.

## 예

샌드위치 정리의 예

### 예 1
극한
{\displaystyle \lim _{x\to 0}x^{2}\sin {\frac {1}{x}}}
은 샌드위치 정리에 의해 0이다. 이는 다음 부등식이 성립하기 때문이다.
{\displaystyle -x^{2}\leq x^{2}\sin {\frac {1}{x}}\leq x^{2}}
더 나아가, 임의의 무한소(즉 0을 극한으로 하는 함수)와 유계 함수의 곱은 여전히 무한소이다.

### 예 2
{\displaystyle \lim _{x\to 0}{\frac {\sin x}{x}}=1}
이는 임의의 {\displaystyle x\in (-{\frac {\pi }{2}},0)\cup (0,{\frac {\pi }{2}})}에 대해 다음 부등식이 성립하기 때문이다.
{\displaystyle \cos x<{\frac {\sin x}{x}}<1}

### 예 3
{\displaystyle \lim _{n\to \infty }({\frac {1}{n^{2}+1}}+{\frac {2}{n^{2}+2}}+{\frac {3}{n^{2}+3}}+\cdots +{\frac {n}{n^{2}+n}})={\frac {1}{2}}}
이는 다음과 같은 분석을 통해 얻어진다.
{\displaystyle {\begin{array}{cl}&{\frac {1}{2}}\\=&{\frac {1}{n^{2}+n}}+{\frac {2}{n^{2}+n}}+{\frac {3}{n^{2}+n}}+\cdots +{\frac {n}{n^{2}+n}}\\<&{\frac {1}{n^{2}+1}}+{\frac {2}{n^{2}+2}}+{\frac {3}{n^{2}+3}}+\cdots +{\frac {n}{n^{2}+n}}\\<&{\frac {1}{n^{2}+1}}+{\frac {2}{n^{2}+1}}+{\frac {3}{n^{2}+1}}+\cdots +{\frac {n}{n^{2}+1}}\\=&{\frac {n^{2}+n}{2n^{2}+2}}\end{array}}}
양끝의 수열이 모두 {\displaystyle {\frac {1}{2}}}로 수렴하므로 사이에 끼인 수열도 같은 값으로 수렴한다.

### 예 4
{\displaystyle \left(\max _{1\leq i\leq n}a_{i}\right)^{p}\leq a_{1}^{p}+a_{2}^{p}+\cdots +a_{n}^{p}\leq n\left(\max _{1\leq i\leq n}a_{i}\right)^{p}}
이므로
{\displaystyle \left({\frac {1}{n}}\right)^{\frac {1}{p}}\max _{1\leq i\leq n}a_{i}\leq \left({\frac {a_{1}^{p}+a_{2}^{p}+\cdots +a_{n}^{p}}{n}}\right)^{\frac {1}{p}}\leq \max _{1\leq i\leq n}a_{i}}
또한 극한
{\displaystyle \lim _{p\to \infty }\left({\frac {1}{n}}\right)^{\frac {1}{p}}}
의 값이 1임에 따라 부등식 양 옆의 함수의 극한은 모두 {\displaystyle \max _{1\leq i\leq n}a_{i}}이다. 따라서 다음의 극한이 있다. (멱평균 참고)
{\displaystyle \lim _{p\to \infty }\left({\frac {a_{1}^{p}+a_{2}^{p}+\cdots +a_{n}^{p}}{n}}\right)^{\frac {1}{p}}=\max _{1\leq i\leq n}a_{i}}